# Dean Marney
Pour les articles homonymes, voir Marney.
Edward Dean Marney est un footballeur anglais né le 31 janvier 1984  à Barking (Angleterre).
Il évolue actuellement en Championship à Fleetwood Town au poste de milieu de terrain. Il a été formé au Tottenham Hotspur.

## Carrière
- 2002-2006 :  Tottenham Hotspur
- 2002-2003 :  Swindon Town (prêt)
- 2004 :  Queens Park Rangers (prêt)
- 2004 :  Gillingham FC (prêt)
- 2005 :  Norwich City FC (prêt)
- 2006-2010 :  Hull City AFC
- 2010-2018 :  Burnley FC

Le 30 juillet 20118, il rejoint Fleetwood Town.

## Palmarès
- Champion de Football League Championship (2e division) en 2016 avec Burnley